# Тип 89 (протитанкова САУ)
Type 89  (військове позначення PTZ-89, промислове позначення WA320) — китайська протитанкова самохідна артилерійська установка, розроблена компанією Norinco у 1980-х роках. Прийнята на озброєння НВАК у 1989 році. Випускалась з 1988 по 1995 рік. Незважаючи на успішний процес розробки, із закінченням холодної війни стало очевидним, що вона більше не потрібна. Виробництво було припинено в 1995 році.

## Конструкція
Основним озброєнням Type 89 є 120-мм гладкоствольна гармата з довжиною ствола 50 калібрів. Гармата здатна вести вогонь опереними підкаліберними і осколково-фугасними снарядами. Максимальна дальність стрільби становить 2500 м. Type 89 оснащений системою нічного бачення і лазерним далекоміром. Додаткове озброєння складається із двох кулеметів: 7,62-мм і 12,7-мм QJC-88.
Броня - сталева однорідна, куленепробивна. Екіпаж Type 89 захищений від 
зброї масового ураження.
Type 89 використовує багатоцільове гусеничне шасі Type-321. Він оснащений дизельним двигуном потужністю 520 к.с., який забезпечує максимальну швидкість 55 км/год і запас ходу 450 км по шосе.

## Оператори
- КНР  — 230 Type-89, станом на 2016 рік [2]. Станом на 2021 рік зняті з озброєння[3].